# Kolari (Serbia)
Kolari (cyr. Колари) – wieś w Serbii, w okręgu podunajskim, w mieście Smederevo. W 2011 roku liczyła 1089 mieszkańców.